# Coquina
La Coquina (type de lumachelle) est une roche sédimentaire calcaire formée essentiellement de coquilles incomplètement consolidées que l’on trouve sur des côtes de la Floride. 

## Description
Les sédiments qui composent cette roche sont d’origine biochimique. Ils sont composés de calcite et de phosphate issus de coquillages et de coraux. Il s’agit donc d’un type de roche calcaire. Elle se trouve le long des côtes orientales de la Floride du comté de Saint Johns jusqu’au comté de Palm Beach. On peut la trouver au niveau de la plage mais aussi à près de 30 km à l’intérieur des terres.

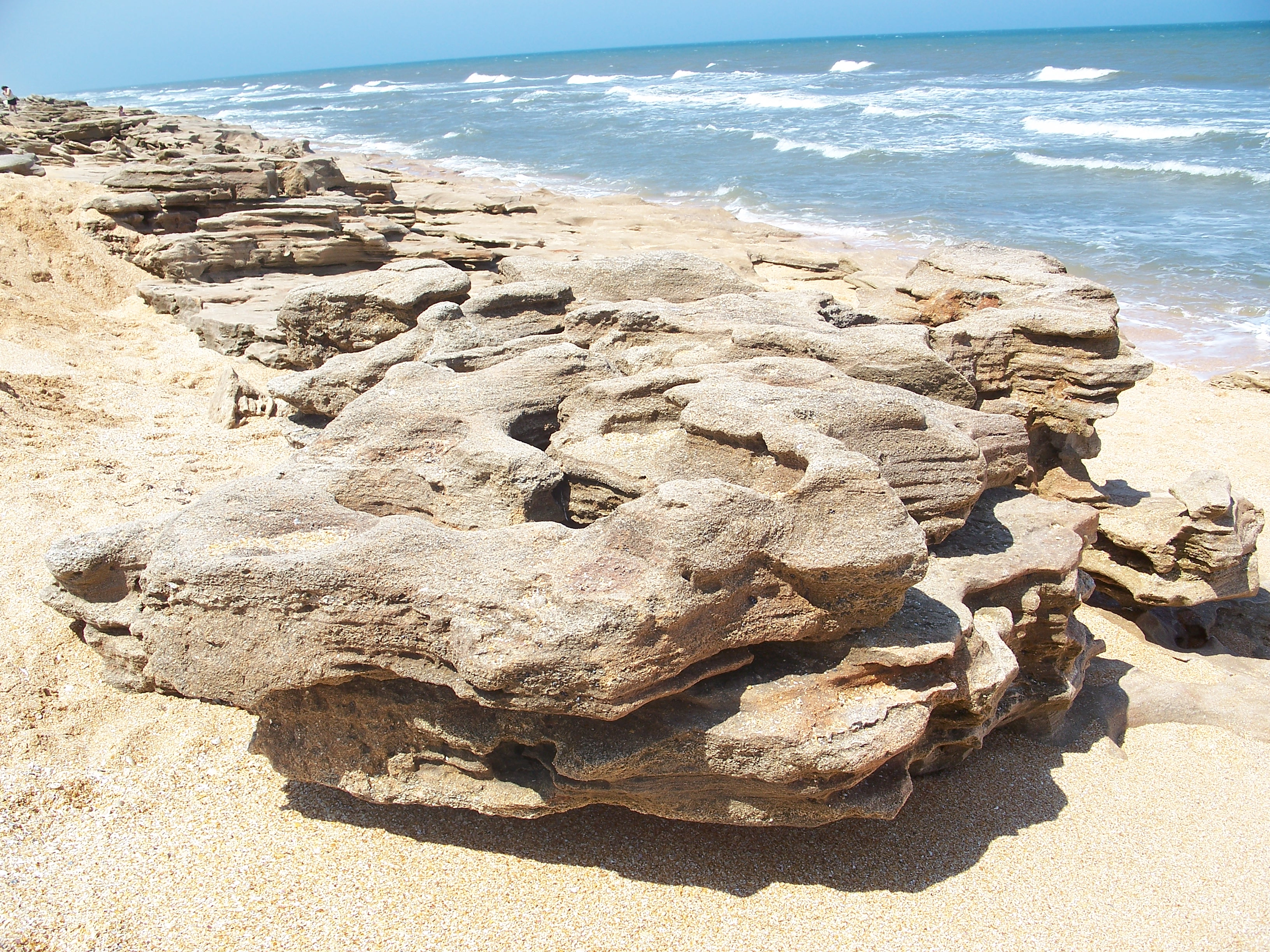
Coquina sur la plage  du Washington Oaks State Gardens en Floride
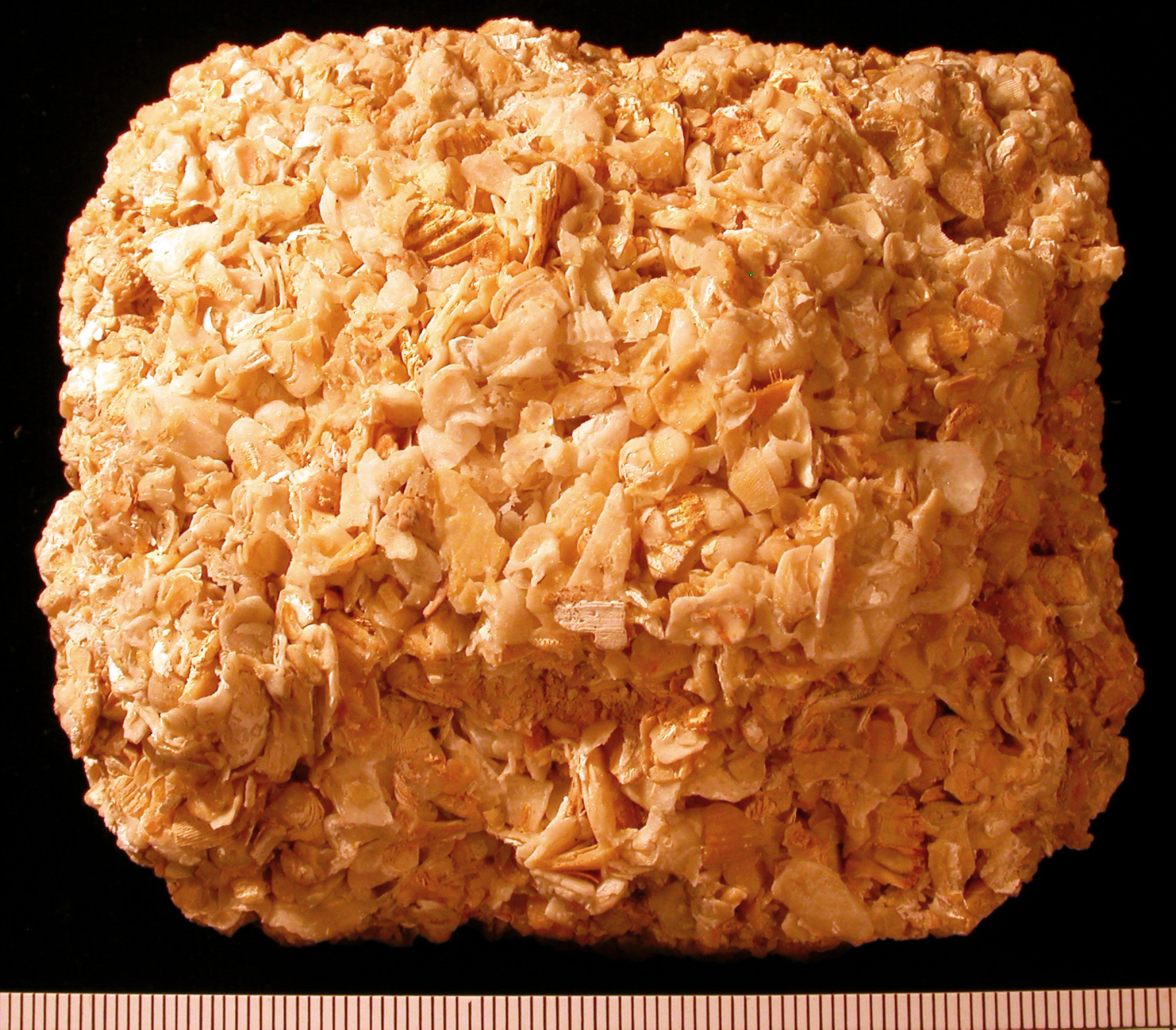
Coquina de Floride
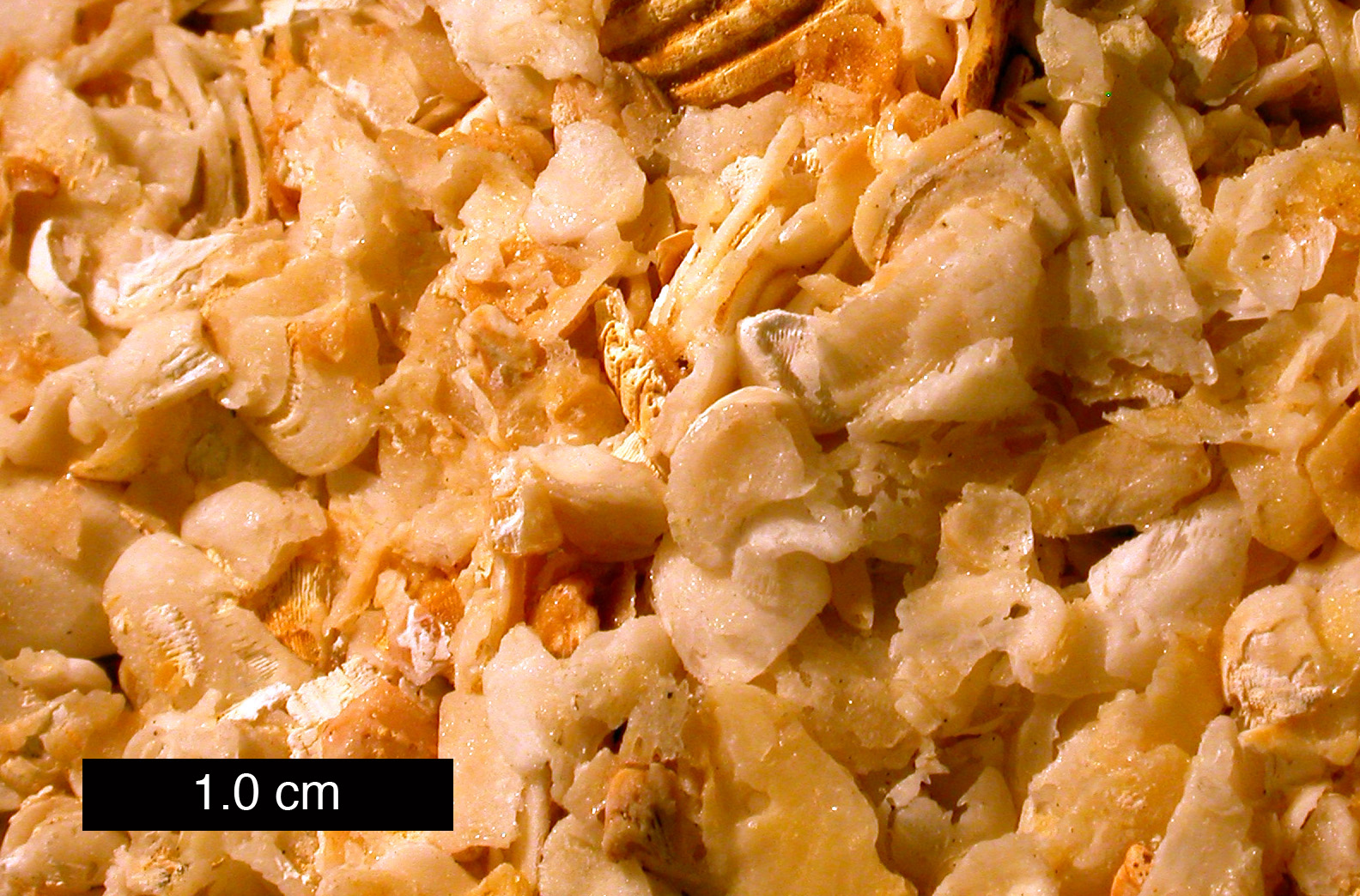
Vue rapprochée de coquina en Floride

## Utilisation
Parfois exploitée en carrière, elle sert comme pierre de construction en Floride depuis plus de 400 ans. La muraille du château Castillo de San Marcos ou du Fort Matanzas à Saint Augustine sont faites de cette roche. L’homme s’en servait ainsi pour améliorer les fortifications des forts au moment de l’apparition des premiers canons. En effet, grâce à sa dureté spécifique, les boulets de canon restaient coincés dans le mur plutôt que de le briser. Grâce à sa faible dureté, il était de plus assez facile de la découper. Pour pouvoir l’utiliser dans la construction de bâtiments, il faut toutefois la faire sécher pendant un à trois ans ce qui rend la roche plus résistante. Cette roche fut également utilisée pour paver le sol ou pour faire office de gravier une fois concassée. Grâce à sa bonne teneur en phosphate, elle est parfois utilisée pour fertiliser les sols.

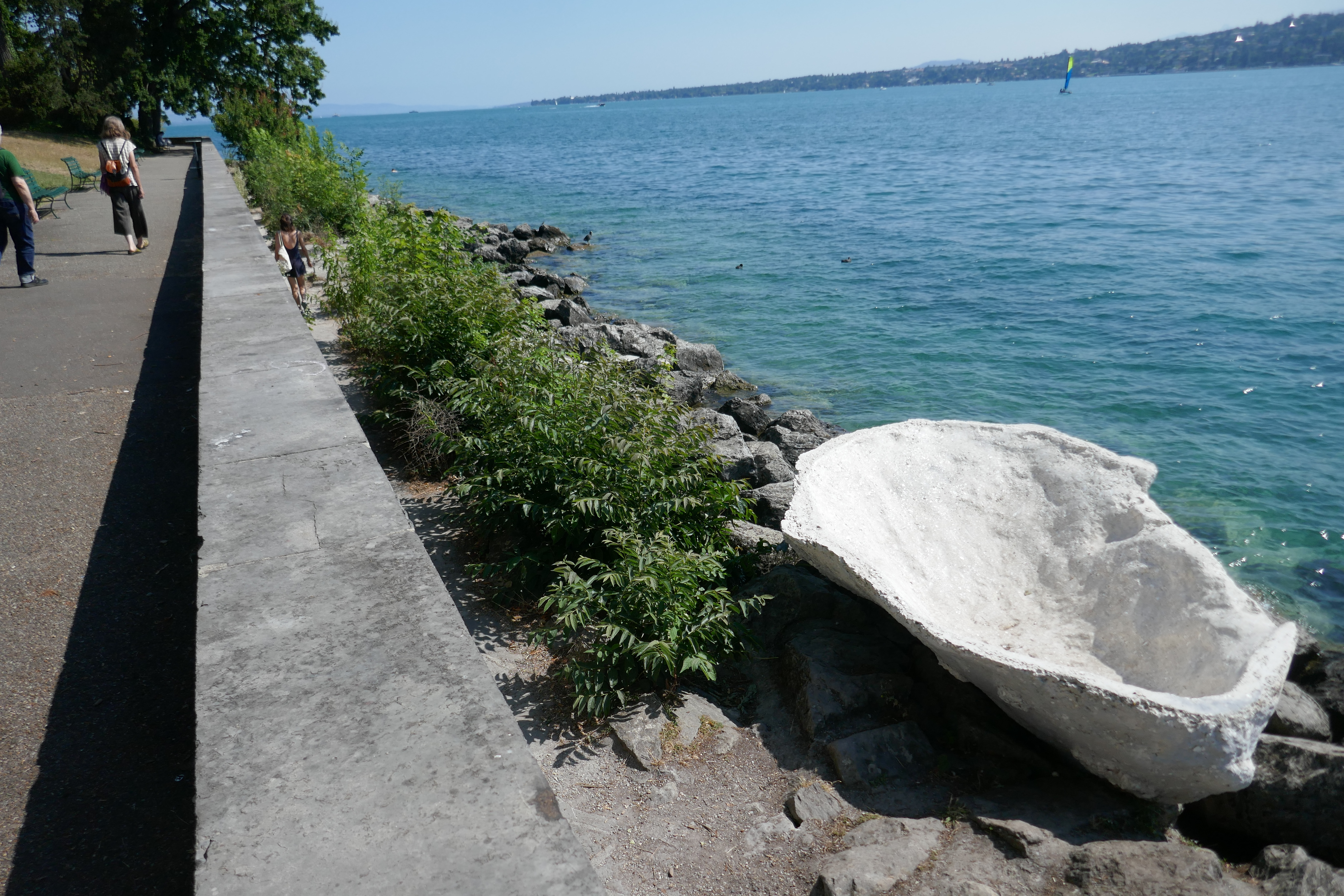
Perle du Lac, Genève.

Elle est utilisée en 2023 à Genève pour réaliser un élément de mobilier urbain.

## Bâtiments célèbres utilisant de la coquina
- Washington Oaks State Gardens, Comté de Flagler, Floride;
- House of Refuge, Île Hutchinson, Comté de Martin, Floride;
- Blowing Rocks Preserve, Comté de Palm Beach, Floride;
- North Carolina Aquarium, Fort Fisher, Caroline du Nord.

### Source
- (en) Cet article est partiellement ou en totalité issu de l’article de Wikipédia en anglais intitulé « Coquina » (voir la liste des auteurs).